# Condensazione di Knoevenagel
La condensazione di Knoevenagel (o reazione di Knoevenagel) è una variante della condensazione aldolica che avviene quando una aldeide o un chetone, in presenza di ammoniaca o una ammina quali catalizzatori, reagiscono con un composto avente α-idrogeni acidi, idrogeni in posizione α rispetto a due gruppi elettronattrattori quali C=O e C≡N o ad un gruppo ancor più elettronattrattore come il nitrogruppo -NO2.
L'addizione nucleofila al gruppo carbonilico, da parte del carbanione stabile formatosi, avviene con eliminazione di acqua dall'aldolo intermedio e relativa formazione di un doppio legame in posizione 1,2 rispetto al precedente legame -OH. Il prodotto ottenuto si può sottoporre ad ulteriori trasformazioni, quali ad esempio una decarbossilazione, disponendo in tal modo di una metodica alternativa di sintesi organica.
La reazione di Knoevenagel fu originariamente descritta dal chimico tedesco Emil Knoevenagel nel 1896.

## Esempi di reazioni

### Reazione di Knoevenagel con acido bicarbossilico non esterificato
Questa reazione rappresenta una caratteristica peculiare della condensazione di Knoevenagel: in questo caso è seguita da decarbossilazione.

### Reazione di Knoevenagel dei chetoni
I chetoni, meno reattivi delle aldeidi, danno reazione di Knoevenagel con composti aventi α-idrogeni particolarmente acidi.